# Уггла, Ане
Ане Мерск Маккинни Уггла (родилась 3 июля 1948 года) — шведско-датский предприниматель, младшая дочь Арнольда Мерск Маккинни Мёллера. С 2012 года возглавляет фонд Меллера, которому принадлежит контрольный пакет акций группы компаний Maersk, крупнейшего в мире оператора контейнерных судов и судов снабжения. Считается одной из самых влиятельных женщин в Дании.

## Биография
Родилась 3 июля 1948 года в Стокгольме, Швеция. Училась в школе «N. Zahle’s School» в Копенгагене, Дания. После окончания школы с 1966 по 1969 год изучала современные языки в Копенгагенской школе бизнеса. В 1977 году закончила Стокгольмский университет со степенью бакалавра искусств. В период с 1986 по 1997 год работала в шведском представительстве Международного движения Красного Креста и Красного Полумесяца.
Постоянно живет в Стокгольме, но несколько дней в неделю проводит в Копенгагене, где работает заместителем председателя компании «A.P. Moller-Maersk». Эту должность занимает с февраля 2010 года.
В 2013 году, рассказывая о своей роли в «A. P. Moller-Maersk», она дала следующий комментарий: «У нас есть фантастическая компания с особым характером. Это необходимо сохранить, и я счастлива быть важной частью этого … Когда я стала председателем после смерти отца, я чувствовала себя хорошо подготовленной к этому заданию. Задание, которое я взяла на себя с радостью, а не как обязанность».
Была замужем за шведским морским офицером Петером Угглой из Стокгольма, который скончался в апреле 2020 года. У пары двое сыновей — Йохан и Роберт, оба работают и развивают свою карьеру в «A. P. Moller-Maersk».

## Награды
В 2005 году была награждена вторым по значимости рыцарским орденом Дании — орденом Данеборга.